# Patmos
Patmos (grško Πάτμος, Pátmos) je majhen grški otok v Egejskem morju. Otok je verjetno najbolj znan kot kraj, kjer je učenec/apostol Janez imel videnje, opisano v Razodetju Nove zaveze, in kraj, kjer je bila knjiga napisana. 
Patmos je eden od najsevernejših otokov Dodekaneza. Ima 2.998 prebivalcev in površino 34,05 km². Najvišja točka otoka je Profitis Ilias z 269 metri nadmorske višine. Občina Patmos, ki vključuje priobalne otoke Arkoi (44 prebivalcev), Marathos (5 prebivalcev) in več nenaseljenih otočkov, ima skupaj 3.047 prebivalcev (popis 2011) in skupno površino 45,039 km². Je del regionalne enote Kalimnos.

## Zgodovina

### Rojstvo Patmosa po grški mitologiji
Po legendi v grški mitologiji se je otok prvotno imenoval Letois po boginji in lovki jelenov Artemidi, hčerki boginje Leto. Verjeli so, da je Patmos nastal z njenim božanskim posredovanjem.
Mit govori o tem, da je bil Patmos otok na dnu morja. Artemida je pogosto obiskovala Karijo, pokrajino na celini nasproti Patmosa, kjer je imela svetišče na gori Latmos. Tam je spoznala boginjo lune Seleno, ki je usmerila svojo svetlobo na ocean in razkrila potopljeni otok Patmos.
Selena je stalno poskušala doseči, da bi Artemida potopljeni otok dvignila na površje in s tem na njem obudila življenje. Selena je končno prepričala Artemido, ki je nato s pomočjo svojega brata Apolona prepričala Zevsa, da je dovolil, da se otok dvigne iz morja. Ko se je otok dvignil, je sonce osušilo zemljo in prineslo življenje. Na otok so se postopoma prišli prebivalci iz sosednjih pokrajin, vključno z gore Latmos, se tam za stalno naselili in otok Artemidi v čast imenovali Letois.

### Zgodovina od klasičnega obdobje do danes
Staroveški pisci redko omenjajo Patmos, zato je o najstarejših prebivalcih mogoče samo ugibati. V klasičnem obdobju so se Patmijci radi istovetili z Dorci in potomci družin iz Argosa, Sparte in Epidavra, ki so se pomešali s potomci prišlekov iz Jonije.
V 3. stoletju pr. n. št. je naselje Patmos v helenističnem obdobju zgradilo akropolo in izboljšano obrambno obzidje s stolpi.
Patmos je omenjen v Razodetju, zadnji knjigi krščanske Biblije. V uvodu knjige piše, da je bil njen avtor Janez Evangelist v pregnanstvu na Patmosu, kjer mu je Jezus poslal videnje, ki ga je Janez zapisal. Zgodnja krščanska izročila pisca Janeza s Patmosa štejejo za apostola Janeza, zato je Patmos postal romarski kraj krščanskih vernikov. Obiskovalci otoka si lahko ogledajo jamo, v kateri naj bi Janez prejel svoje razodetje (Jama apokalipse), njemu samemu pa je posvečenih več samostanom na otoku.
Po Janezovi smrti, verjetno okoli leta 100, so na ototu zgradili številne zgodnjekrščanske bazilike. Med njimi je bila velika kraljevska bazilika, posvečena Janezu Evangelistu, zgrajena med letoma 300 in 350 na mestu, kjer danes stoji samostan Janeza Evangelista. 
Zgodnje krščansko življenje na Patmosu je komaj preživelo napade muslimanov od 7. do 9. stoletja. V tem obdobju je bila velika bazilika uničena. Leta 1088 je bizantinski cesar Aleksej I. Komnen Kristodulu podelil popolno oblast nad otokom Patmos in dovoljenje za gradnjo samostana na otoku. Samostan se je začel graditi leta 1101.
Število prebivalcev otoka se je povečalo z begunci iz Konstantinopla po njegovem padcu leta 1453 in begunci s Krete po padcu Kandije leta 1669.
Otok je bilo dolga leta pod oblastjo Osmanskega cesarstva, vendar je užival nekatere privilegije, ki so bili večinoma povezani z neobdavčeno samostansko trgovino, potrjeno z osmanskimi cesarskimi dokumenti, shranjenimi v samostanski knjižnici. Osmansko vladavino v Patmosu (osmansko turško Batnaz) je prekinila sprva beneška okupacija med Kandijsko vojno med letoma 1659 in 1669, nato ruska okupacija med Orlovovim uporom med letoma 1770 in 1774 in nazadnje grška med grško osamosvojitveno vojno.
Leta 1912 so Italijani v italijansko-turški vojni zasedli vse otoke Dodekaneza (razen Kastelorize), vključno s Patmosom. Italijani so tam ostali do leta 1943, ko je otok okupirala nacistična Nemčija.
Okoli leta 1930 je Elija Mohamed iz Naroda islama sprožil trditev, da je zlobni znanstvenik Jakub, medtem ko je pred približno 6600 leti prebival na Patmosu, s selektivno vzrejo sprožil nastanek bele rase.
Leta 1945 so Nemci odšli in otok Patmos je ostal avtonomen do leta 1948, ko se je skupaj z ostalimi dodekaneškimi otoki pridružil neodvisni Grčiji.
Leta 1999 je UNESCO zgodovinsko središče otoka (hora) skupaj s samostanom svetega Janeza Bogoslovca in Jamo apokalipse razglasil za svetovno dediščino.  Samostan je ustanovil sv. Kristodul. Na Patmosu domuje Patmoška šola, pomembno grško semenišče.

### 21. stoletje
Septembra 2008 je občina Patmos zavrnila pristanek skupine beguncev brez dokumentov iz Afganistana in Iraka. 19. septembra 2008 so na morju rešili približno 134 beguncev. Begunce naj bi odpeljali na Patmos, najbližji kraj, kjer bi jih lahko primerno oskrbeli. Mestna uprava jim ni dala dovoljenje za pristanek, zato so jih sčasoma odpeljali na otok Leros, kjer so jim nudili ustrezno humanitarno pomoč.
Revija Forbes je leta 2009 Patmos razglasila za "najbolj idilično mesto za življenje v Evropi" in zapisala, da "se je Patmos skozi stoletja razvijal, vendar ni izgubil zraka in tihega miru, kar je eden od razlogov, da se ljudje, ki to vedo, vedno znova vračajo". 

## Geografija
Patmos se nahaja pred zahodno obalo turške Male Azije in je eden od najsevernejših otokov Dodekaneza. Njegova površina meri 34,05 km². Najvišji vrh otoka je Profitis Ilias z nadmorsko višino 269 metrov.
Največji naselji na otoko sta Hora, ki je hkrati glavno mesto, in Skala, ki je edino trgovsko pristanišče na otoku. Na otoku sta še naselji Griku in Kampos.

## Gospodarstvo

### Turizem
Zaradi povezave otoka s prerokom Janezom in njegovim Razodetjem ga pogosto obiskujejo krščanski romarji.

## Zdravstvo
Za nujne primere ima Patmos zdravstveni dom z več zdravniki. Težje bolnike, ki potrebujejo hospitalizacijo, s helikopterjem odpeljejo v bližnje bolnišnice. Če vreme dopušča, jih prevažajo tudi s trajektom.

## Infrastruktura

### Trajekti
Otok Patmos ima redne trajektne povezave z naslednjimi pristanišči: otok Agatonisi, otok Mikonos, otok Paros, Pirej (glavno atensko pristanišče), Pitagorej in Karlovasi na otoku Samosu, otok Siros, otok Leros, otok Naksos, Arkoi, otok Lipsi, otok Simi in otok Rodos.

## Pomembni otočani
- Janez s Patmosa, pisec Razodetja
- patriarh Jeremija III. Konstantinopelski
- patriarh Neofit VI. Konstantinopelski
- patriarh Jakob Aleksandrijski
- Emmanuil Xanthos, ustanovitelj Filiki Eteria
- Teddy Millington-Drake, angleški slikar[16]
- Robert Lax, ameriški pesnik

## Pobratena mesta
- Auderghem, Belgija
- Grottaferrata, Italija[17]
- Glastonbury, Združeno kraljestvo